# 堤等琳
堤 等琳（つつみ とうりん、生没年不詳）は、江戸時代の堤派の絵師。

## 来歴
堤氏、通称は孫二。等琳と号す。雪舟の後裔を称しており、享保から天明期に活躍した。摺物や団扇絵、貼交絵を描いている。門人に堤等琳 (2代目) 及び堤等琳 (3代目) がいる。

## 作品
- 「見立三歌人」 摺物 泉守一、勝川春英と共画 プーシキン美術館所蔵